# Eurhynchium spinulinerve
Eurhynchium spinulinerve là một loài rêu trong họ Brachytheciaceae. Loài này được Kiaer ex Cardot mô tả khoa học đầu tiên năm 1915.